# Kantons- und Universitätsbibliothek Lausanne

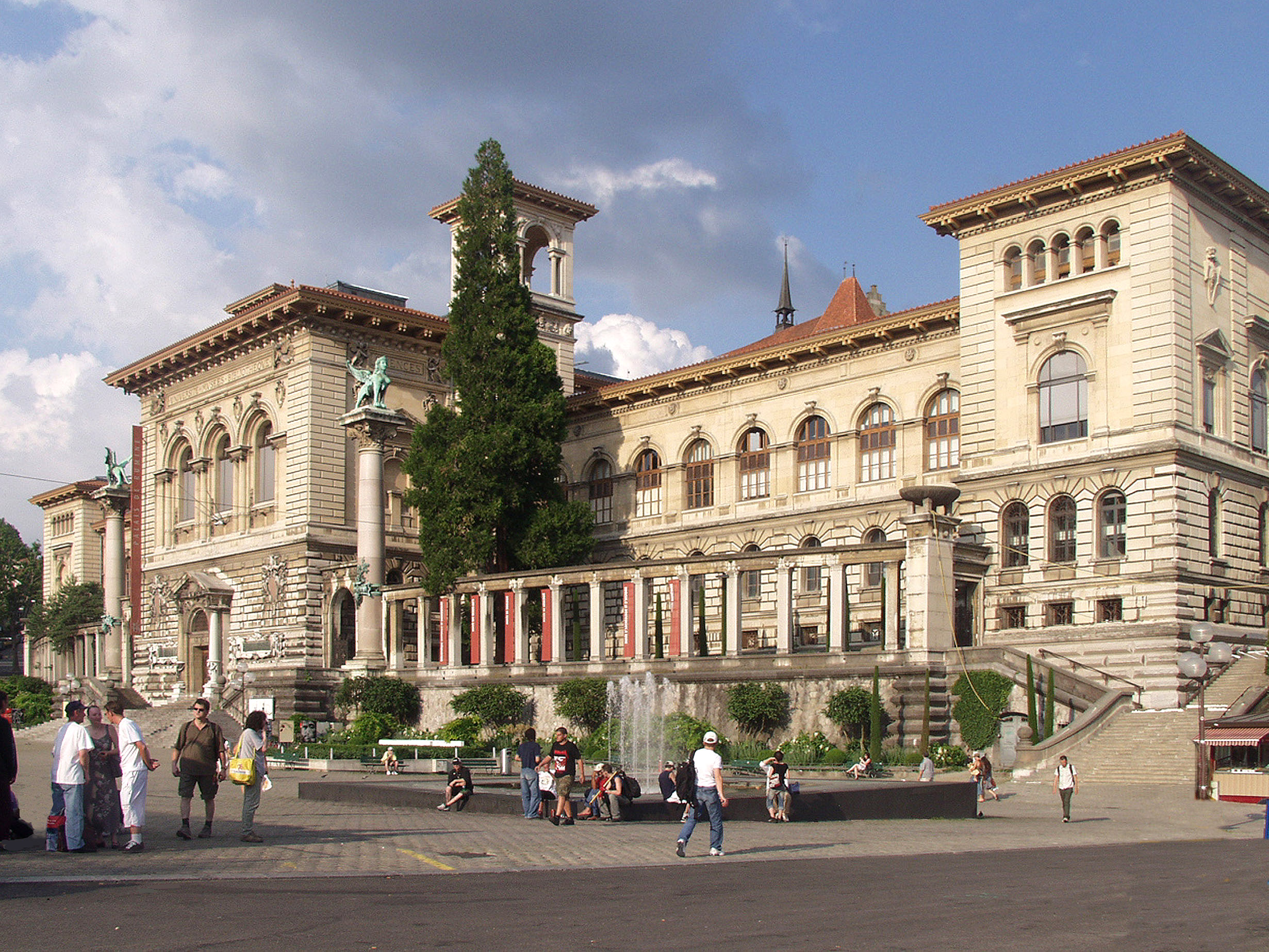
Der Palais de Rumine, im Stadtzentrum Lausannes, Hauptgebäude der KUB

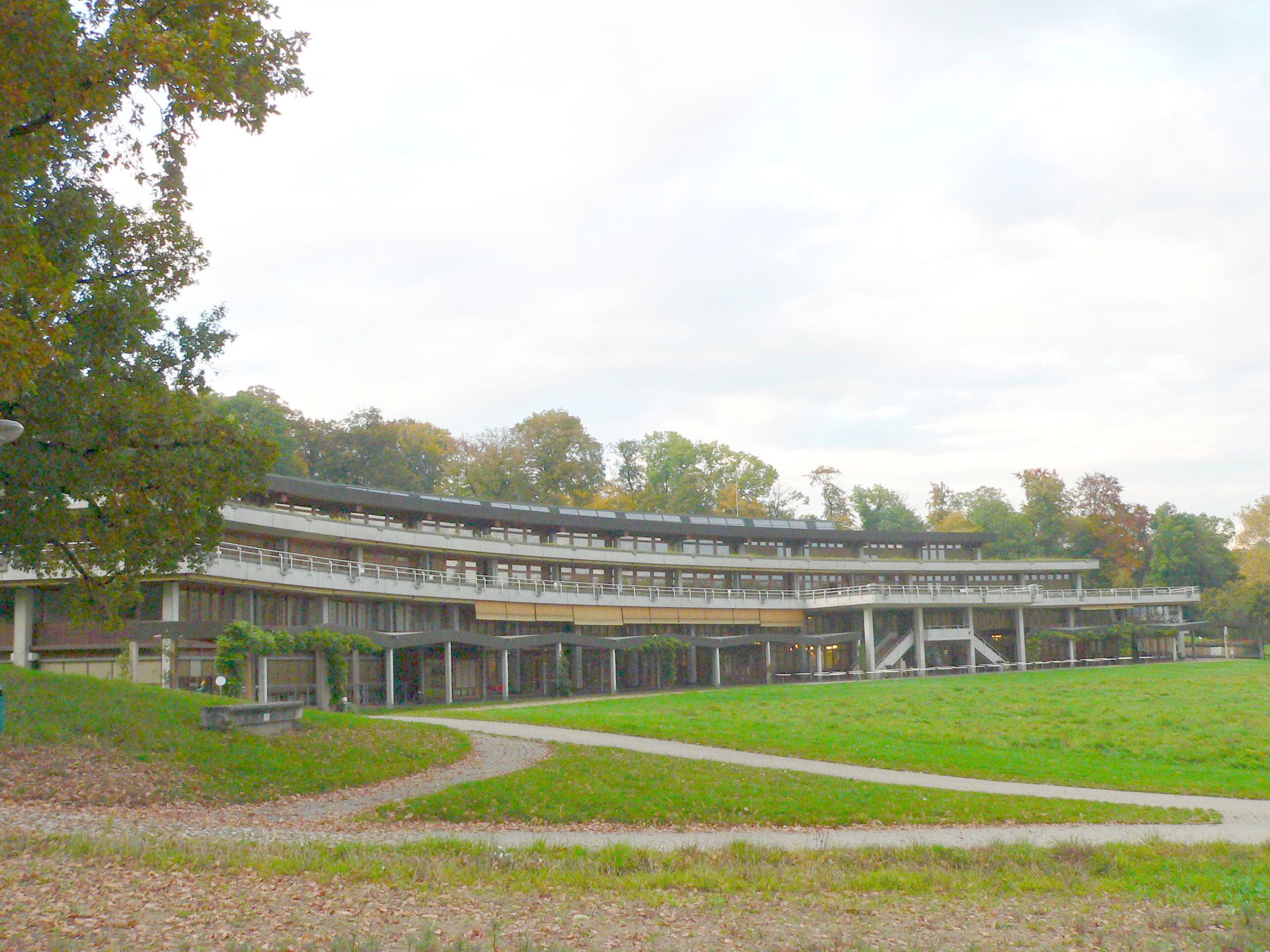
Die Unithèque der Université de Lausanne, welche einen der vier Standorte der Kantons- und Universitätsbibliothek Lausanne beherbergt

Die Kantons- und Universitätsbibliothek Lausanne (französisch Bibliothèque cantonale et universitaire de Lausanne, kurz BCU Lausanne oder BCUL) ist eine öffentliche Institution mit einem kulturellen, akademischen und patrimonialen Auftrag. Sie ist auf folgende Standorte verteilt: 
- Bibliothek auf dem Campus Lausanne in Dorigny (Unithèque)
- Rechts- und Wirtschaftsbibliothek (ebenfalls am Campus in Dorigny)
- Bibliothek von Riponne (Palais de Rumine)

Am 14. März 2011 wurde ein vierter Sitz, die Bibliothek von Cèdres, definitiv geschlossen.
Da die BCUL dem Kulturdepartement des Kantons unterstellt ist, dient sie gleichzeitig der universitären Gemeinschaft und der breiten Waadtländer Öffentlichkeit. Sie sammelt die gesamte den Kanton Waadt betreffende Dokumentation.

## Geschichte
1537 gründeten die Berner die Lausanner Akademie. Gleichzeitig wurde wahrscheinlich auch die Bibliothek der Akademie aufgebaut, die zunächst nur den Professoren offenstand. Erst 1750 erhielten Studenten das Recht, die Bücher der Bibliothek während zwei Stunden pro Woche einzusehen. 1806 wurde die Akademiebibliothek zur Kantonsbibliothek, 1898 zur Kantons- und Universitätsbibliothek. Ein der Öffentlichkeit zugänglicher Lesesaal wurde 1825 eröffnet. Der Palais de Rumine, in dem die Kantons- und Universitätsbibliothek untergebracht war, wurde 1906 eingeweiht.
1938 trat das kantonale Recht über die Pflichtexemplarabgabe in Kraft, der BCUL musste von da an ein Exemplar von jedem Werk, das im Kanton veröffentlicht wird, abgegeben werden. Die Fonothek eröffnete im Jahr 1966. Das informatisierte Bibliothekssystem SIBIL (Système informatisé pour les bibliothèques de Lausanne) entwickelte die Kantons- und Universitätsbibliothek 1971. Von 1977 bis 1982 wurden die universitären Sammlungen werden nach Dorigny überführt. 1982 wurde die Pfarrbibliothek (später die Bibliothek von Cèdres) der BCUL unterstellt. 1985 beteiligte sich die BCUL an der Bildung des Westschweizer Bibliotheksverbunds RERO (Réseau romand des bibliothèques), bei dem sich alle beteiligten Bibliotheken einen Gesamtkatalog teilen. Eine Mediathek wurde 1990 in Dorigny eröffnet. 1997 gaben die BCUL und RERO ihr Bibliothekssystem SIBIL auf zugunsten des US-amerikanischen Systems VTLS. Als erste Bibliothek im französischen Sprachraum schloss die BCUL 2007 mit Google einen Partnerschaftsvertrag ab im Rahmen des Projekts Google Buchsuche.
2016 verliess der Kanton Waadt und damit die BCUL den Bibliotheksverbund RERO und schuf einen eigenen Waadtländer Verbund namens Renouvaud. Er umfasst 110 Bibliotheken und basiert auf dem Bibliothekssystem Alma der Ex Libris Group.

## Bestand
Die BCUL besitzt die folgenden Sammlungen, die sie zur Verfügung stellt:
- insgesamt rund 1,95 Millionen Dokumente
- 7026 laufende Zeitschriften
- 9500 audiovisuelle Aufnahmen
- 900 CD-ROMs
- 25.000 Tondokumente
- 30.000 Musikalien (Partituren)
- 71.200 Mikrofilme
- 170 Inkunabeln
- 688 Manuskripte
- 136 Musiknachlässe
- 3000 Karten und Pläne

## Kataloge
- Der Gesamtkatalog der BCUL ist im Waadtländer Bibliotheksverbund Renouvaud integriert.
- Pérunil: dieser Katalog weist die medizinischen Zeitschriften des Universitätsspitals Lausanne (CHUV) nach; seit dem 1. Januar 2017 werden Titel der BCUL nur noch im Renouvaud-Verbundkatalog nachgewiesen.[4]
- Datenbanken: werden vor allem zum Auffinden von Artikeln verwendet, die ebenfalls nicht im Gesamtkatalog der KUB nachgewiesen sind.
- Separate Zettelkataloge für Manuskripte, Dissertationen, historische Bestände.